# Revolta de Bernat de Septimània
La Revolta de Bernat de Septimània fou un conflicte armat entre el duc Bernat de Septimània, aliat de Pipí II d'Aquitània contra Carles el Calb durant el segle ix.

## Antecedents
L'any 840, a la mort de Lluís I de França, la guerra entre els seus fills va fer que la partició del vast imperi de Carlemany comencés immediatament. Lluís el Germànic es va aliar amb Carles el Calb en contra del fill primogènit, Lotari I i Pipí II d'Aquitània, que foren derrotats a la batalla de Fontenoy-en-Puisaye el 25 de juny de 841 però va poder replegar-se cap al sud amb el seu exèrcit.
Bernat de Septimània, amic de Pipí II d'Aquitània es va estar pels voltants del camp de batalla sense combatre perquè Lotari I havia mort els seus germans Gaucelm i Gerberga. Després de la batalla va enviar el seu fill Guillem a oferir homenatge a Carles, i a prometre-li que el seu pare aconseguiria la submissió de Pipí II d'Aquitània, que continuava la revolta iniciada pel seu pare.

## La revolta
Bernat de Septimània no va complir el que havia promès i el 842, durant una campanya per Aquitània, Carles el Calb decidí castigar Bernat desposseint-lo del comtat de Tolosa, que va entregar juliol del 842 al comte Acfred, però Bernat va refusar acceptar la decisió i aliat amb Pipí II d'Aquitània es va rebel·lar obertament i va expulsar Acfred el 843. Guerí de Provença, que el 842 va dirigir la campanya a Aquitània, va passar a combatre a Septimània però la invasió normanda i la rebel·lió bretona obligaren a parar les lluites civils.
L'agost del 843 es va firmar el Tractat de Verdun, que repartia l'Imperi, quedant Septimània i Gòtia al paquet de Carles el Calb, menys el comtat d'Usès, on Bernat tenia béns patrimonials, que va ésser assignat a Lotari I. El comtat d'Autun, reclamat pel seu fill Guillem, fou confiat a Guerí, rival de Bernat.
El 844, Carles el Calb va tornar a Aquitània amb l'objectiu de sotmetre Pipí II i conquerir Tolosa. Sembla que en un cop de sort Bernat de Septimània fou capturat per les forces imperials, potser durant l'atac a Tolosa. El maig del 844 Bernat va ser presentat davant Carles. Aquest va ordenar la seva execució i Bernat va ser decapitat. No obstant això, Pipí II i Guillem infligiren una severa derrota a Carles a la batalla d'Angumois, el 14 de juny del 844, i així els seguidors de Bernat no foren totalment eliminats.